# Drápalův mlýn
Drápalův mlýn v Rybníkách v okrese Znojmo je vodní mlýn, který stojí na řece Rokytná. Je chráněn jako nemovitá kulturní památka České republiky.

## Historie
Mlýn je zmiňován již v polovině 17. století. Současný mlýn byl postaven v roce 1804 stavebníkem Karlem Škodou. V roce 1930 byl jeho majitelem Jan Drápal.
V 50. letech 20. století byl mlýn znárodněn a jeho provoz zrušen. Roku 1961 byl zbořen nedaleký unikátní dřevěný splav. Od roku 1991 je mlýn ve vlastnictví Jaroslava Tichého, který v něm provozuje vinařství.

## Popis
Patrová budova má výraznou mansardovou střechu. V mlýnici, která se nachází v pravé polovině stavby, se dochovaly klenuté sklepy a torzo Francisovy turbíny.
Voda na vodní kolo vedla náhonem. V roce 1930 měl mlýn 1 Francisovu turbínu (spád 3,25 m, výkon 21,5 HP).

## Okolí mlýna
Karel Škoda byl donátorem sochy svatého Jana Nepomuckého, která stojí před mlýnem.